# Nanningozaur
Nanningozaur (Nanningosaurus) – rodzaj dinozaura z rodziny hadrozaurów (Hadrosauridae). Obejmuje jeden gatunek – Nanningosaurus dashiensis. Jego szczątki odnaleziono w późnokredowych (kampan) osadach Nalong Basin w chińskim regionie autonomicznym Kuangsi. Materiał kopalny obejmował kilka kości czaszki, kręg szyjny, niekompletną lewą łopatkę, kość kulszową, lewą kość udową, kości strzałkowe i niekompletne kości barkowe. Przeprowadzona przez Mo i współpracowników analiza filogenetyczna wykazała, że nanningozaur jest bazalnym przedstawicielem podrodziny Lambeosaurinae. Jest to pierwszy hadrozaur odkryty w południowych Chinach.
Nazwa Nanningosaurus pochodzi od miasta Nanning, zaś epitet gatunkowy gatunku typowego – Nanningosaurus dashiensis – od wioski Dashi, w pobliżu której go odkryto.